# Florim neerlandês

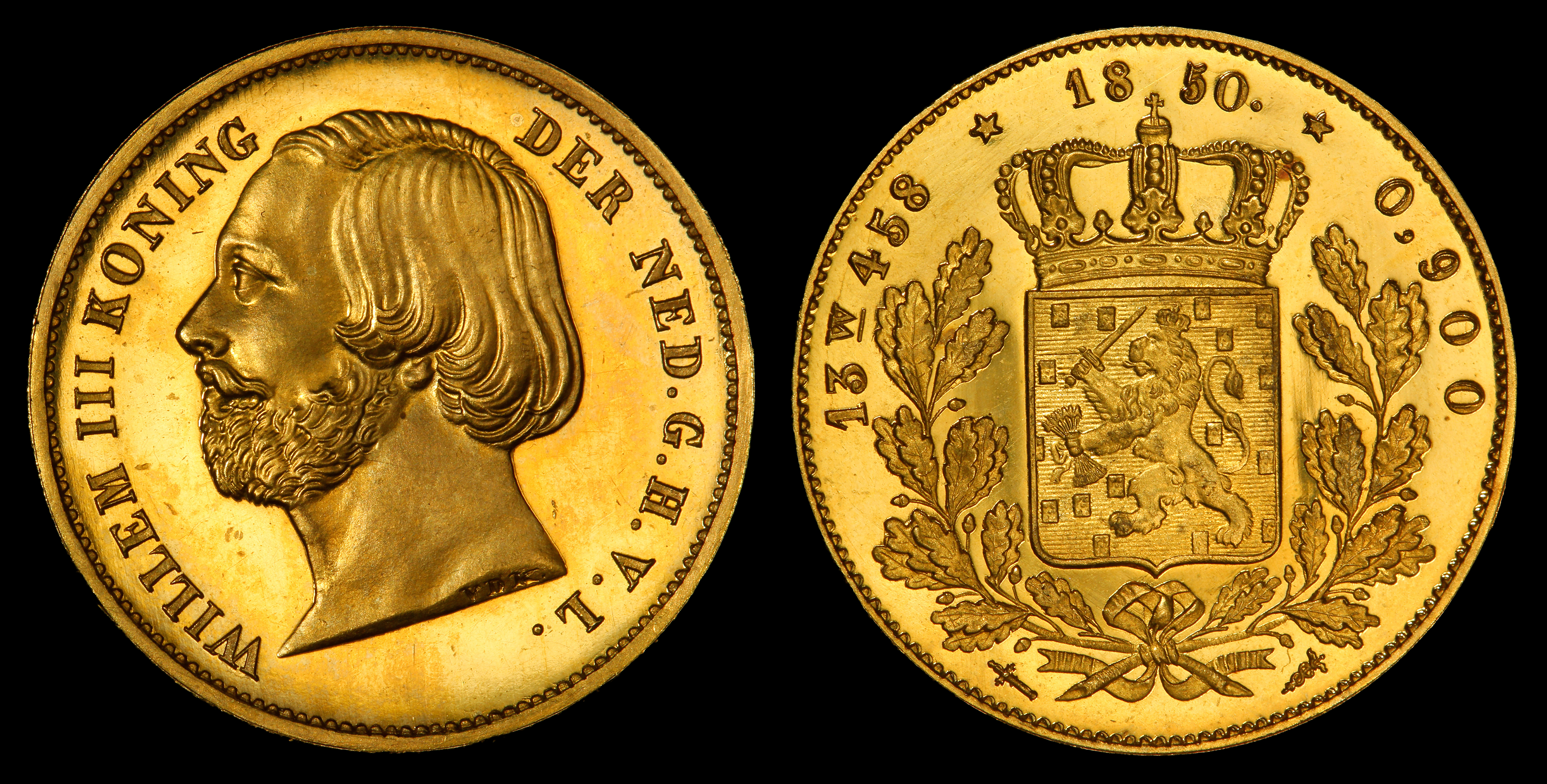
Moeda de 20 florins em ouro de 1850, tendo a efígie do rei Guilherme III no anverso e o escudo dos Países Baixos no reverso.

O florim neerlandês (em neerlandês:  Nederlandse gulden ou gulden, IPA: [ˈɣɵldə(n)]; código: NLG) é uma antiga unidade monetária dos Países Baixos, cujo símbolo monetário é ƒ. Incorporava a inscrição God zij met ons.

## História
Foi cunhada pela primeira vez nas Províncias Unidas em 1680, feita de prata. Era divisível em 20 stuivers e 160 duiten. As unidades maiores existiam em forma de notas.
Mais de um século depois, a partir de 1817, passou a incorporar a inscrição God zij met ons (Deus esteja connosco, em português) como elemento de segurança, sendo uma das primeiras moedas a incorporar uma inscrição.
Aproximadamente 123 anos depois, mais precisamente em 10 de maio de 1940, logo após a ocupação alemã dos Países Baixos, o país enfrentou uma falta de dinheiro. Em consequência, o banco central De Nederlandsche Bank emitiu moedas de papel para eliminar a escassez.
Em 1999, os Países Baixos entraram para a Zona Euro, adotando o euro, que passou a ter curso legal em 2002. A taxa de câmbio NLG/EUR, ou seja, o preço do florim neerlandês em euro foi determinada em 2,20371 florins por euro.

## Notas (seleção)

Anverso da nota 10 florins (1997)
Anverso da nota 25 florins (1989)
Anverso da nota 50 florins (1982)
Anverso da nota de 100 florins (1977)
Reverso da nota de 1000 florins (1994)